# احمد حسن محجوب
احمد حسن محجوب (زادهٔ ۵ مارس ۱۹۹۳) بازیکن فوتبال اهل مصر است.او طی یک‌استوری اینیستاگرامی به تراکتور نخ 

## باشگاهی
از باشگاه‌هایی که در آن بازی کرده‌است می‌توان به براگا، ریو آره و المپیاکوس اشاره کرد.

## تیم ملی
وی همچنین در تیم ملی فوتبال مصر بازی کرده‌است.